# Pandemia de COVID-19 na Sérvia
Este artigo documenta os impactos da pandemia de COVID-19 na Sérvia e pode não incluir todas as principais respostas e medidas contemporâneas. O primeiro caso confirmado foi divulgado pelo Ministro da Saúde do país, Zlatibor Lončar, sendo um homem de 43 anos de idade de Bačka Topola, que havia viajado para Budapeste. Até 15 de março de 2020, existiam 48 casos confirmados e um recuperado no país.

## Linha do tempo
Em 6 de março, o primeiro caso foi conformado, quando um homem que estava na Hungria e em Subotica teve resultado positivo após testes para o vírus. O paciente foi, então, realocado de um hospital de Subotica para o Centro Clínico de Vojvodina, em Novi Sad, para receber tratamento.
Em 9 de março, o segundo caso foi confirmado, sendo um cidadão chinês. Em 10 de março, mais dois casos foram confirmados. Em 11 de março, mais 7 casos foram confirmados. No mesmo dia, mais 6 casos.
Em 12 de março, mais 1 caso foi conformado.  No mesmo dia, durante a noite, mais 5 casos foram confirmados. Em 13 de março, mais 7 casos foram confirmados. No mesmo dia, durante a noite, mais 4 casos foram confirmados. Além disso, foi divulgado que um dos confirmados havia se recuperado.
Em 14 de março, mais 6 casos foram confirmados. No mesmo dia, mais 5 casos. Em 15 de março, mais 2 casos foram confirmados. No mesmo dia, durante a noite, Aleksandar Vučić, presidente da Sérvia, declarou estado de emergência no país.